# Amanda Peterson
Phyllis Amanda Peterson (Greeley, Colorado, 8 de julio de 1971-ibídem, 3 de julio de 2015) fue una actriz estadounidense. Peterson se hizo conocida por su papel de Cindy Mancini en la película de comedia No puedes comprar mi amor (1987).

## Primeros años
Nacida en Greeley, Colorado, Peterson fue la menor de tres hermanos. Mientras vivía en Colorado, hizo su debut teatral en una producción de The Sound of Music. A la edad de 9 años, ganó un papel en la película musical Annie, donde apareció como extra de baile. Peterson pasó a invitada en "Padre Murphy" y "Silver Spoons". En la temporada 1983-1984 la televisión, ella coprotagonizó como Squirt Sawyer en Boone de la NBC. Boone fue cancelada después de una temporada.

## Carrera
En 1985, tuvo su primer papel protagonista en el largometraje Los exploradores. Al año siguiente, coprotagonizó la miniserie ganadora del Premio Emmy Un año en la vida, que fue la tercera miniserie con más alto índice de audiencia de la temporada 1986-1987 de la televisión estadounidense con una puntuación de 16,9 / 27 Puntuación / compartida. y se adaptó más tarde en una serie de televisión del mismo nombre. La serie se emitió desde 1987 hasta 1988 en la NBC. Durante este tiempo, Peterson fue nominada a los premios Young Artist Awards (Premios para artistas jóvenes), y ganó el de Mejor Actriz Joven Protagonista en una serie de Drama en Televisión el año 1987.
En 1987, Peterson coprotagonizó junto a Patrick Dempsey la comedia adolescente Can´t Buy me Love (No puedes comprar mi amor). La película obtuvo críticas mixtas, pero se convirtió en el éxito inesperado del verano. Como resultado, Peterson y Dempsey obtuvieron estatus de ídolo adolescente después de su lanzamiento, y posteriormente apareció en portadas de revistas para adolescentes como Tiger Beat y Teen Beat y muchos otros durante mucho tiempo.
Peterson apareció en otras películas como Escúchame (Listen to me) (1989), e hizo una aparición especial en Doogie Howser, M.D. en 1990. Su última aparición en la gran pantalla fue en la película de 1994, Windrunner, protagonizada por Jason Wiles.
Durante su carrera de actriz, apareció en más de cincuenta anuncios de televisión.

## Vida personal
Después de 1994, Peterson dejó la industria del entretenimiento. Ella modeló brevemente para un fotógrafo de Colorado en 2012. 
Peterson se casó dos veces. En primeras nupcias con Joseph Robert Skutvik, luego, después de su divorcio, con David Hartley con quien tuvo dos hijos. 
Entre el 2000 y el 2012, Peterson fue arrestada cinco veces por varias ofensas que incluían: asalto, conducción bajo los efectos del alcohol, y posesión de parafernalia para drogas. A fines del 2005 pasó casi tres meses en prisión. El arresto más reciente de Peterson fue el año 2012.
El 5 de julio de 2015, fue encontrada muerta en su casa en Greeley, Colorado. Un portavoz del departamento de policía de esa ciudad declaró que estaba sola al momento de ocurrir el hecho.
En septiembre de 2015, la oficina forense de Colorado aclaró que la causa del fallecimiento de la actriz sucedió por una ataque cardíaco y pulmonar provocado por una "sobredosis accidental de morfina", medicamento que pudo conseguir gracias a la prescripción perteneciente a un amigo. También se reveló que Amanda Peterson  contenía en su cuerpo una gran cantidad de otras drogas que explicarían el colapso, incluyendo gabapentina, droga usada para el tratamiento del dolor posoperatorio. El informe forense declaró que en la sangre de Peterson se encontraron niveles hasta 6 veces mayores a una dosis terapéutica tradicional del medicamento. Adicionalmente se encontraron trazas de marihuana en su sistema, droga que es considerada legal en el estado de Colorado.
Antes de conocerse el informe, en una entrevista con Entertainment Tonight, la madre de Amanda Peterson reconoció que su hija había tenido problemas de consumo de drogas en su juventud y que creía que se encontraba libre de estas al momento de morir: "esto no fue, de ninguna manera, algo que tuviera que ver con drogas", afirmó.
La madre de Peterson reveló en esa entrevista que Amanda había sido violada a la edad de 15 años.